# Cosmosoma nasca
Cosmosoma nasca är en fjärilsart som beskrevs av William Schaus 1920. Cosmosoma nasca ingår i släktet Cosmosoma och familjen björnspinnare. Inga underarter finns listade i Catalogue of Life.